# رودخانه‌ها در ریگ‌ودا

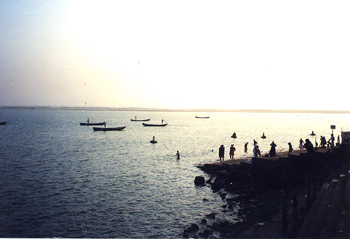
عکسی از رودخانه ریگودا

رودخانه‌هایی چون «هفت رود» (سانسکریت: सप्ता सिंधू، سَپتا سیندْهو) در سروده‌های ریگ‌ودا نقشی مهم ایفا می‌کنند و به این خاطر در مذهب ودایی اولیه نیز تأثیری مهم دارند.
از آنجا که عبارت «هفت رود» در زبان اوستایی نیز به شکل «هپتا هندو» hapta həndu موجود است به احتمال زیاد این نام از یک عبارت نیا-هندوایرانی مشتق شده‌است.
بیشتر پژوهندگان بر این باورند که سرزمین آریاییانی که در ریگ‌ودا به آنها اشاره شده منطقه افغانستان امروزی، پنجاب، هاریانا، و راجستان بوده‌است. در ریگ‌ودا هم‌چنین رود کابل، رود سوات، کُرّم، و گومال ذکر شده‌اند. رودهای گنگ و یامونا که در متون بعدی ودایی ذکر شده نشانگر مرزهای خاوری «هفت رود» هستند.

## افسانه
از مضمون‌های تکرارشونده در «واجور ودا» این است که ایندرا با کشتن وریتره (بازدارنده)، رودخانه‌ها را آزاد و رها می‌کند. در نسخه دیگری از این افسانه، ایندرا غار والا را نابود کرده و گاوهای داخل آن را آزاد می‌سازد. این دو افسانه از هم جدا هستند اما رودها و گاوها در ریگ‌ودا اغلب با هم در پیوند هستند.